# إمدادات المياه والصرف الصحي في البرازيل
ارتفعت نسبة إمكانية الحصول على الحد الأدنى من المياه الأساسية من 94% إلى 97% بين عامي 2000 و2015، وارتفعت كذلك نسبة إمكانية الحصول على خدمات الصرف الصحي الأساسية من 73% إلى 86% في نفس الفترة.
تملك البرازيل نظامًا وطنيًا لتمويل البنية التحتية لإمدادات المياه والصرف الصحي، إلى جانب امتلاكها مستوً عالٍ من استرداد التكاليف مقارنةً بمعظم البلدان النامية الأخرى.
يعيش عدد كبير من البرازيليين الفقراء في الأحياء الحضرية الفقيرة «الفافيلا» وفي المناطق الريفية دون الحصول على إمدادات المياه أو الصرف الصحي. يندُر توفر المياه في شمال شرق البرازيل، ويُعد تلوث المياه أمرًا شائعًا، وخاصة في جنوب شرق الدولة. تملك البرازيل حصة منخفضة من المياه المستعملة المجمعة التي تجري معالجتها (35% في عام 2000)، وما تزال التوترات القديمة قائمة بين الحكومة الفيدرالية، والدولة، والحكومات المحلية حول دور كل منها في هذا القطاع.

## نسبة الحصول على المياه
في عام 2015، كان يوجد نحو 6.2 مليون شخص يفتقرون إلى إمكانية الحصول على «الحد الأدنى من المياه الأساسية»، في حين كان يحصل عليها 97% من السكان. كانت 99% من هذه الأرقام في الأحياء الحضرية الفقيرة و87% في المناطق الريفية. بالنسبة للحصول على خدمات الصرف الصحي، في عام 2015، كان يوجد 29 مليون شخص لا يحصلون على «الحد الأدنى من خدمات الصرف الصحي الأساسية»، بينما كان يحصل عليها 86% من السكان. كان 91% من السكان في الأحياء الحضرية الفقيرة و58% منهم في المناطق الريفية.
في السنوات السابقة، وتحديدًا في عام 2008، بلغت النسبة في إمكانية الحصول على إمدادات المياه في البرازيل 92%، وبلغت النسبة في إمكانية الحصول على خدمات الصرف الصحي المحسنة 79%. كانت نسبة التغطية في الأحياء الحضرية الفقيرة عالية جدًا؛ نظرًا لأن 87% من سكان البرازيل يعيشون فيها. تبلغ نسبة التغطية في المناطق الحضرية 100% للمياه و85% لخدمات الصرف الصحي المحسنة، التي تمثل 53% منها إمكانية الحصول على خدمات تصريف مياه المجاري، وتمثل النسبة المتبقية خدمات الصرف الصحي في الموقع. فيما يتعلق بنسبة التغطية في المناطق الريفية، حيث يعيش 13% من سكان البرازيل، فهي أقل بكثير. إذ تبلغ النسبة 85% لإمدادات المياه المحسنة و44% فقط لخدمات الصرف الصحي المحسنة. أما التغطية الجغرافية فهي الأقل في المناطق الفقيرة في الدولة، وخاصةً في المناطق الريفية في الشمال، والشمال الشرقي، والوسط الغربي.
تُنشر البيانات الرسمية لكل بلدية في البرازيل في النظام الوطني للمعلومات (أس إن آي أس).

## استهلاك المياه
يبلغ استهلاك المياه حاليًا في البرازيل للمستهلكين المستفيدين من خدمات المرافق العامة 167 لترًا لكل فرد يوميًا، ويتراوح معدل الاستهلاك ما بين 109 لتراتٍ لكل فرد يوميًا (ولاية بيرنامبوكو) و 244 لترًا لكل فرد يوميًا (ولاية ريو دي جانيرو). يعد استهلاك المياه في المدن البرازيلية قليلًا بالمقارنة ببعض مدن أمريكا اللاتينية الأخرى (370 في بوينس آيرس، و 259 في المدن في بيرو، و 196 في المدن في تشيلي) وأصبح الآن أقرب بكثير إلى مستويات الاستهلاك في أوروبا الوسطى (165 في فرنسا، و 150 في إنجلترا، و 122 في ألمانيا). لعل للزيادة في العدادات وارتفاع نسبة المستهلكين من ذوي الدخل المنخفض، ممن يعانون من انخفاض نصيب الفرد من استهلاك المياه، دور في الحد من استهلاك المياه.

## الوصول إلى الفقراء

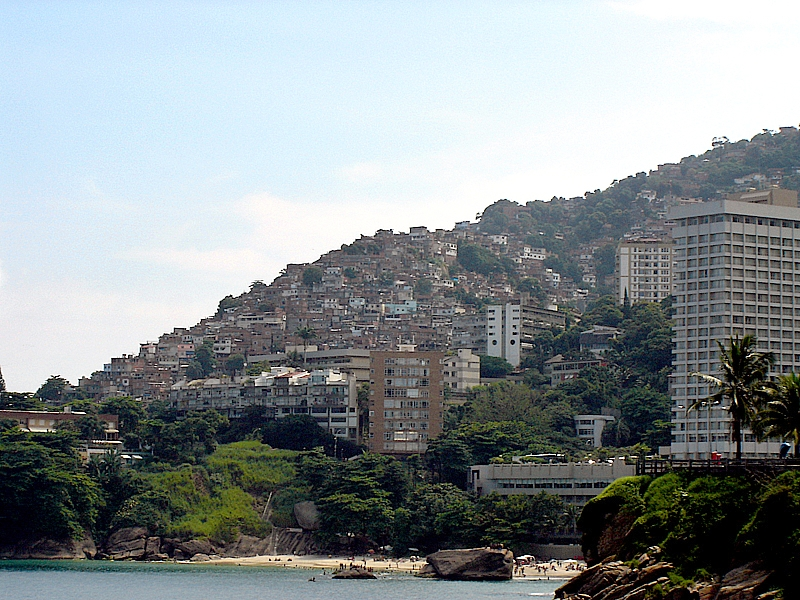
الفافيلا في ريو دي جانيرو

ما يزال الوصول إلى الأحياء الحضرية الفقيرة يشكل تحديًا، إذ يتطلب غالبًا نُهجًا غير تقليدية. رغم أن البرازيل كانت رائدة في استخدام التكنولوجيا المناسبة منخفضة التكاليف (كشبكات الصرف الصحي المشتركة بين المنازل مثلًا) والمشاركة المجتمعية الفعالة، لكنها ما زالت تواجه تحديًا يتمثل في وجود العديد من المستوطنات المحيطة بالمناطق الحضرية غير النظامية، والمسماة فافيلا، التي تقع غالبًا على المنحدرات الشديدة أو في السهول الفيضية. يعد مشروع المساعدة التقنية للصرف الصحي في البلدان منخفضة الدخل (بروسانيرا) المدعوم من البنك الدولي أحد الأمثلة على كيفية معالجة الحكومة لهذه القضايا.

## التاريخ والتطورات الأخيرة
تطور قطاع المياه والصرف الصحي تدريجيًا بمرور الوقت. تعزى التغيرات التي حدثت غالبًا إلى عوامل سياسية، واقتصادية، واجتماعية، وثقافية خارج القطاع.

### تقديم الخدمات البلدية (قبل عام 1968)
حتى عام 1968، كانت تتولى البلدية مسؤولية إمدادات المياه والصرف الصحي. قدمت شركات المياه والصرف الصحي التابعة للبلديات الخدمات، واحتفظت كل واحدة منها بهيكلية مالية وإدارية مختلفة. اقتصر الدور الاتحادي للبلديات على الإدارة الخاصة بالصحة العامة، التي افتقرت إلى التمويل وإلى القدرات التنظيمية أو التنفيذية. آنذاك كانت معدلات التغطية منخفضة ولم يكن هناك هيكل مؤسسي لتخطيط وتمويل الزيادة في نسبة التغطية بالقدر اللازم. لم يتدخل النظام العسكري الذي تولى السلطة في عام 1964 في هيكلية القطاع في البداية. فأكد دستور جمهورية البرازيل الاتحادي لعام 1967 الدور الرئيسي للبلديات في إمدادات المياه والصرف الصحي، الذي جرى تعديله جذريًا بعد عام.

### الخطة الوطنية لإمدادات المياه والصرف الصحي (بلاناسا) (1968-1986)

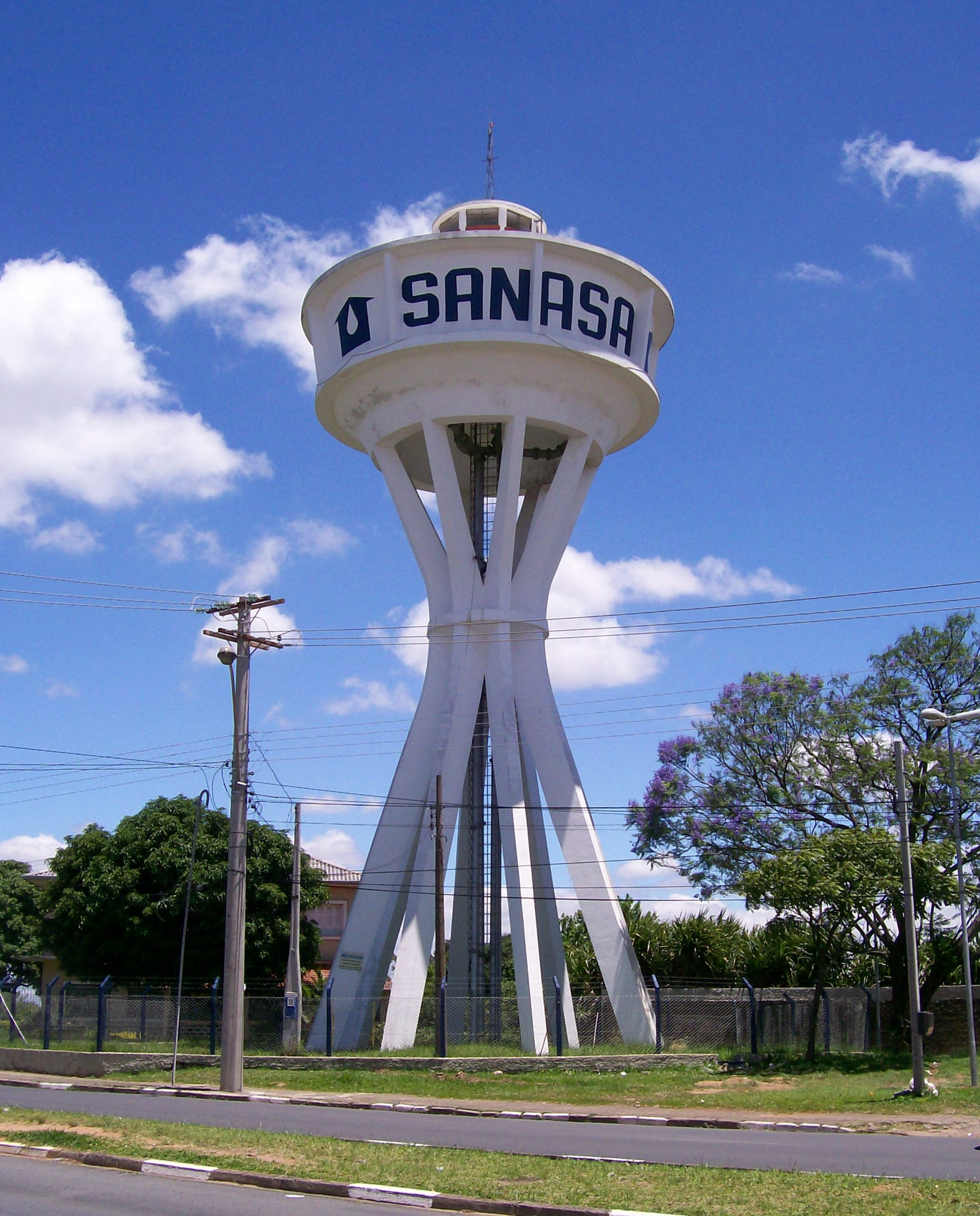
برج مياه في كامبيناس

أنشئ النظام الوطني لإمدادات المياه والصرف الصحي في عام 1968 لمواجهة تحديات قطاع المياه والصرف الصحي. حظيَّ بلاناسا بدعم ثلاث مؤسسات منشأة حديثًا:
- بنك الإسكان الوطني (إن إتش بي).
- صندوق ضمان العمالة (إف جي تي أس)، ويعد المصدر الرئيسي لتمويل بلاناسا.
- 27 شركة مياه وصرف صحي حكومية (سي إي أس بي).

يعد برنامج بلاناسا أول مبادرة حكومية فيدرالية في قطاع المياه والصرف الصحي في البرازيل. تولى بنك الإسكان الوطني إدارة صندوق ضمان العمالة (إف جي تي أس)، استطرادًا إلى السياسة الوطنية للتنمية الحضرية. ابتداء من عام 1971، أُنشئت شركات المياه والصرف الصحي الحكومية في كل ولاية برازيلية. حتى عام 1985، استطاعت الشركات العامة وحدها الحصول على التمويل من أجل إمدادات المياه والصرف الصحي من بنك الإسكان الوطني، فكانت المسؤولة عن البناء والتشغيل والصيانة. احتاجت شركات المياه والصرف الصحي الحكومية لتتمكن من العمل في الولايات الخاصة بها إلى الحصول على تراخيص البلدية لإدارة الخدمات بموجب عقود طويلة الأجل، إذ أكد الدستور البرازيلي مسبقًا سلطة البلديات في منح التراخيص لخدمات المياه والصرف الصحي العامة.
ساهمت عدة عوامل في توسع نطاق الخدمات بسرعة، منها: الأداء الاقتصادي المناسب، وحجم النظام الجاري تثبيته، وحجم الأموال المتاحة، ومعدلات الفائدة على القروض المقدمة. في الفترة الممتدة بين عامي 1970 و 1990، وسّع برنامج بلاناسا نطاق التغطية من 45% إلى 95% للمياه، ومن 24% إلى 42% للصرف الصحي لسكان المناطق الحضرية، ونظرًا لاتساع النطاق الإقليمي تمكنت شركات المياه الحكومية من تقديم الإعانات لمختلف الفئات من المستهلكين، ولا سيما البلديات المتجاورة المتباينة إلى حد كبير.
حدث توسع التغطية بشكل غير متساوٍ. مُنحت الأولوية إلى الاستثمار في خدمات المياه؛ نظرًا لأنها أقل تكلفة وتُنتج عائدًا أسرع من خلال رسوم المياه. علاوة على ذلك، ورغم التوسع الكبير في الخدمات في جميع أنحاء البرازيل، منح برنامج بلاناسا الأولوية لمناطق الدولة الأكثر ثراءً في الجنوب والجنوب الشرقي؛ فتركزت معظم الاستثمارات في المدن الكبيرة، وتحديدًا في قطاعات ذات وضعٍ أفضل من وضع السكان. استفادت نحو 3,200 بلدية برازيلية من برنامج بلاناسا (رغم أنها كانت دون عقود رسمية في الغالب)، ما منح امتيازات لهذه الشركات الحكومية لمدة تتراوح ما بين 20 إلى 30 سنة. اختارت 1,800 بلدية مواصلة تقديم الخدمات مباشرة بنفسها أو بشكل غير مباشر عن طريق شركاتها، وتوجد معظم هذه البلديات في المنطقة الجنوبية الشرقية الغنية نسبيًا، لا سيما في ميناس جرايس وساو باولو.
احتفظت بلديات أخرى باستقلالها الذاتي الجزئي، المرتبط بجهاز وزارة الصحة، والمعروف الآن باسم مؤسسة الصحة الوطنية (فوناسا). تعمل هذه البلديات وفقًا للنموذج الذي وضعته الدائرة الخاصة بالصحة العامة منذ أكثر من 40 عامًا. تتولى الهيئات البلدية المستقلة إداريًا وتقنيًا وماليًا إدارة الخدمات، إلى جانب إسهامات فوناسا الكبيرة، التي تتراوح مهامها ما بين الإدارة وتقديم المساعدات التقنية. في عام 1993، عملت نحو 6% من البلديات البرازيلية بموجب هذا النظام في 625 موقعًا، وتركزت معظم هذه البلديات في المنطقة الشمالية الشرقية.
تزامن برنامج بلاناسا مع فترة الحكم العسكري في البرازيل (1964-1985)، الذي ترك بصمته على الثقافة التنظيمية لشركات المياه الحكومية في ذلك الوقت. كمثال على ذلك، وصف ليموس دي أوليفيرا شركات المياه والصرف الصحي الحكومية بأنها «مؤسسات ما قبل الديمقراطية» التي تعتبر نفسها «جُزرًا من الكفاءة»، وتشكل «تكنوقراطية معصومةً من الخطأ»، في حين حرمت الشعب بشكل منهجي من المشاركة في رسم السياسات. قلصت بلاناسا أيضًا دور العديد من البلديات ليقتصر على توقيع عقود الامتياز مع شركات المياه الحكومية، ما جعلها تشعر بالتهميش. شجعت العودة إلى الديمقراطية وانخفاض التمويل الاتحادي العديد من الولايات والبلديات على نقل الخدمات إلى المستوى المحلي، وبدأ بعضها في السعي للحصول على تنازلات خاصة. بذلك دخلت سياسة المياه والصرف الصحي عصرًا جديدًا، بحكومة تتسم بزيادة في عدم اليقين القانوني والجدل السياسي.